# لانگه‌اگ
لانگه‌اُگ (به آلمانی: Langeoog) یکی از هفت جزیرهٔ مسکونی از جزایر فریزین شرقی است که در کرانهٔ دریای وادن در جنوب دریای شمال واقع شده است. این جزیره جزئی از بخش ویتموند در ایالت نیدرزاکسن آلمان است. لانگه‌اُگ در لهجهٔ مردم نیدزاکسن به معنای «جزیرهٔ دراز» است.

## نگارخانه

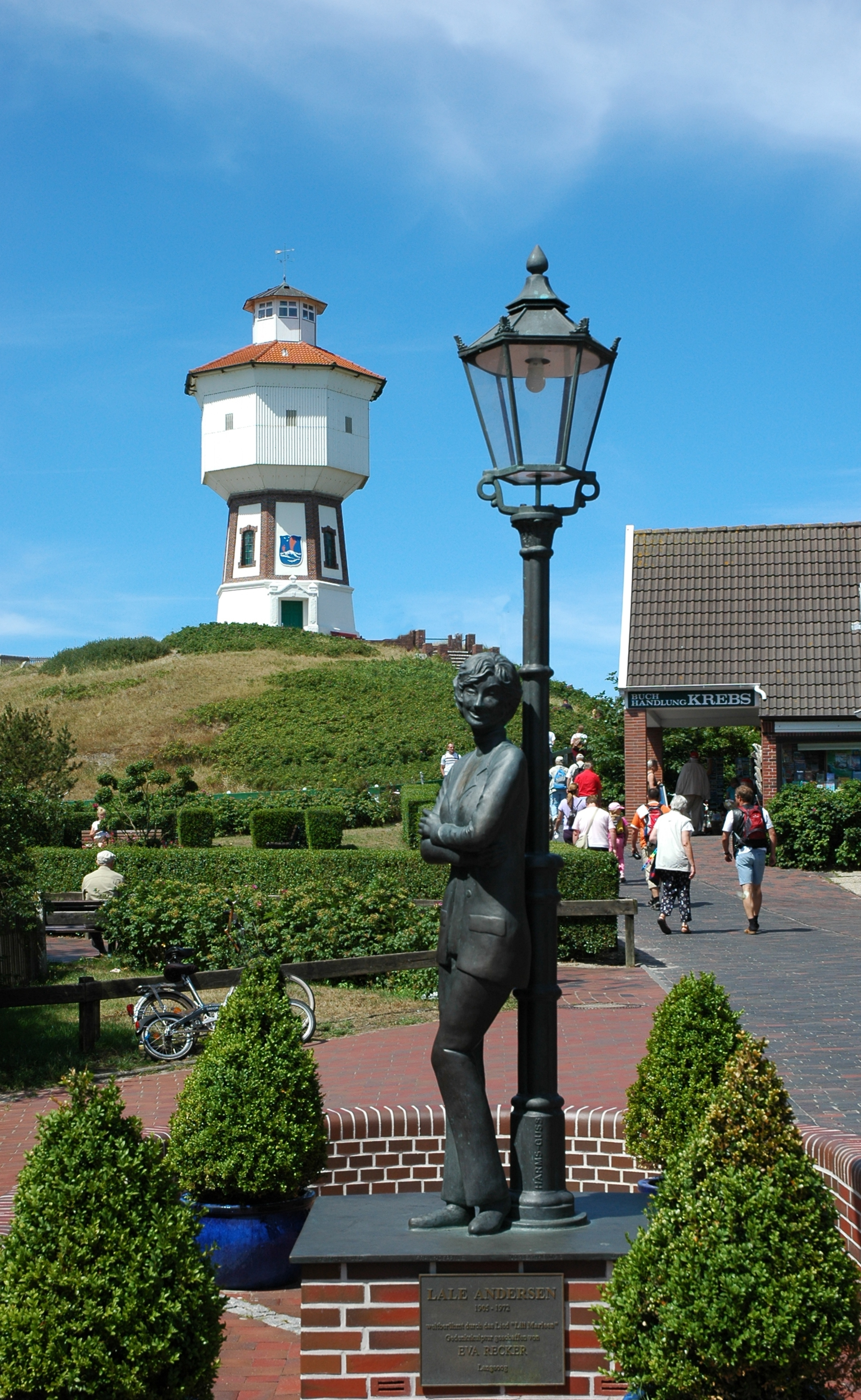
تندیس یادبود لاله آندرسن در جزیره
نمایی از منطقهٔ مسکونی جزیره
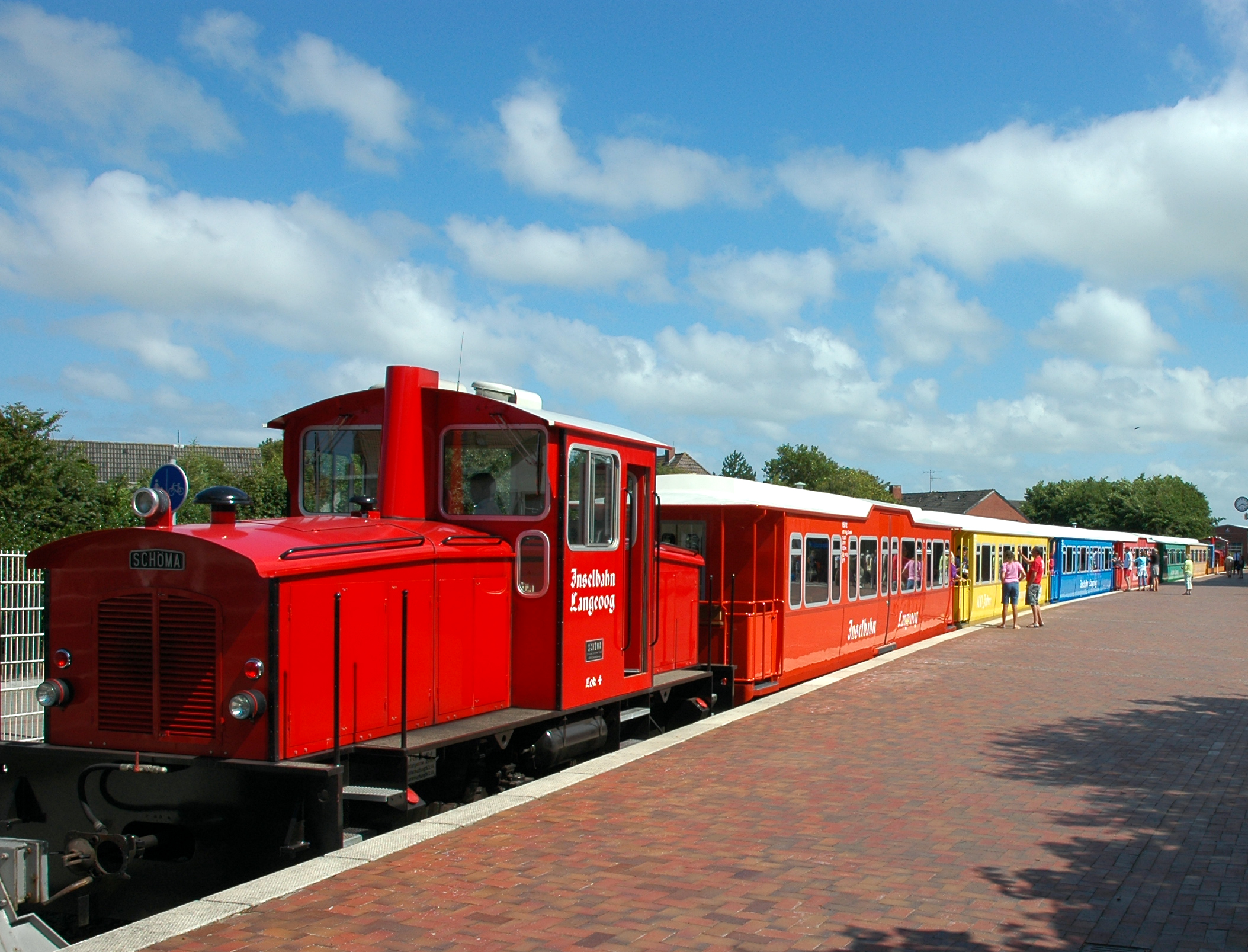
قطار لانگه‌اگ
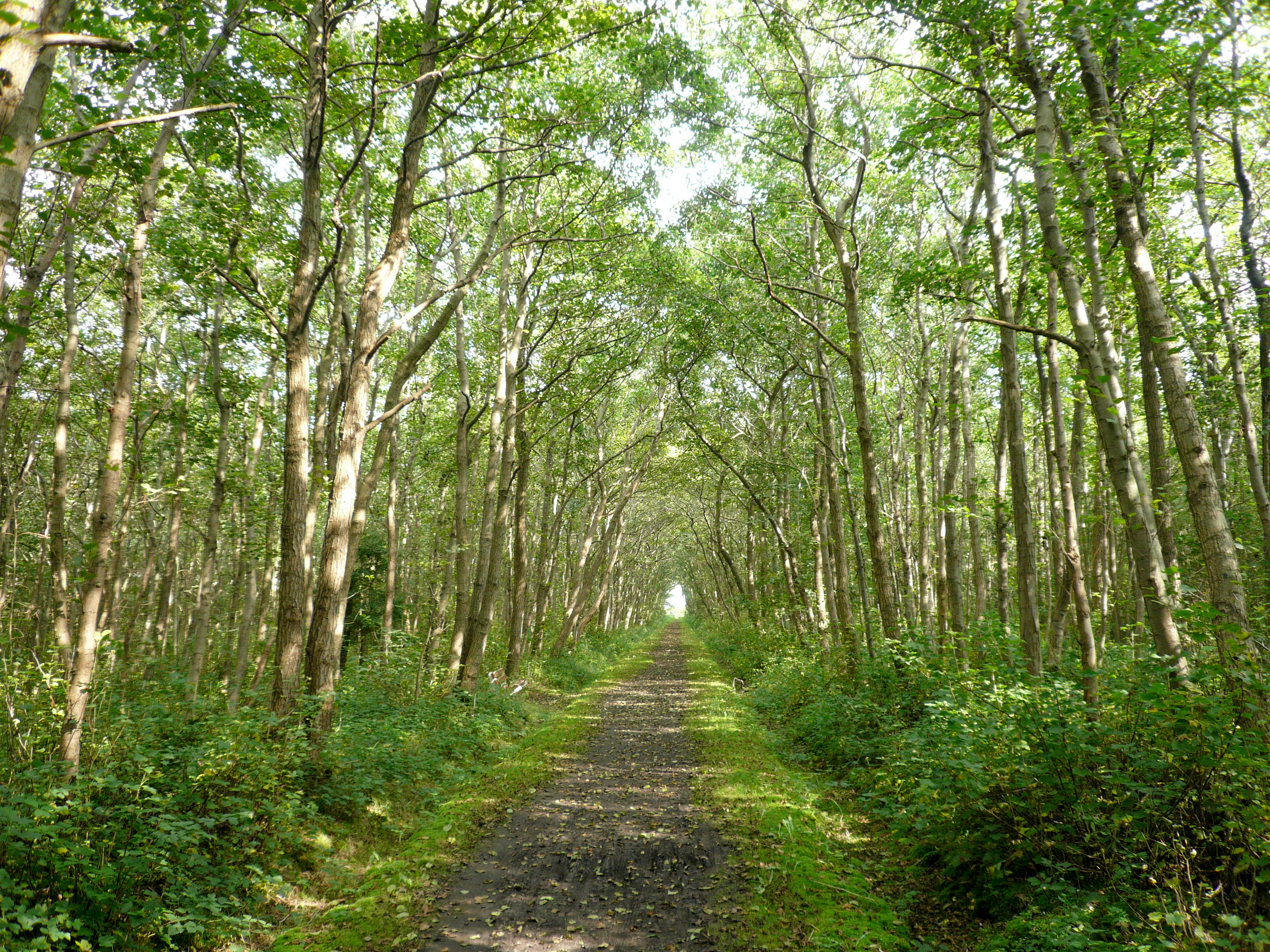
جنگل در جزیره